# سارة دارلينغ
سارة دارلينغ (بالإنجليزية: Sarah Darling)‏ هي مغنية مؤلفة أمريكية، ولدت في 4 أكتوبر 1982 في دي موين في الولايات المتحدة.

## وصلات خارجية
- الموقع الرسمي
- سارة دارلينغ على موقع ميوزك برينز (الإنجليزية)
- سارة دارلينغ على موقع ديسكوغز (الإنجليزية)